# جويس ديويت
جويس ديويت (بالإنجليزية: Joyce DeWitt) (و. 1949  م) هي ممثلة مسرحية، وممثلة تلفزيونية، وممثلة أفلام أمريكية، ولدت في ويلينغ.

## التعليم
تعلمت في مدرسة يو سي إل إيه للمسرح والسينما والتلفزيون ‏، وتعلمت في جامعة بول ستايت
.

## وصلات خارجية
- جويس ديويت على موقع IMDb (الإنجليزية)
- جويس ديويت على موقع ألو سيني (الفرنسية)
- جويس ديويت على موقع أول موفي (الإنجليزية)
- جويس ديويت على موقع قاعدة بيانات الأفلام السويدية (السويدية)
- جويس ديويت على موقع إن إن دي بي (الإنجليزية)
- جويس ديويت على موقع قاعدة بيانات الفيلم (الإنجليزية)
- جويس ديويت على موقع كينوبويسك (الروسية)